# Varyag (croiseur, 1983)
Pour les autres navires du même nom, voir Varyag.
Le Varyag (russe : Варяг — « Varègues ») (anciennement Tchervona Oukraïna), est un croiseur lance-missiles de la classe Slava en service dans la marine russe.

## Historique

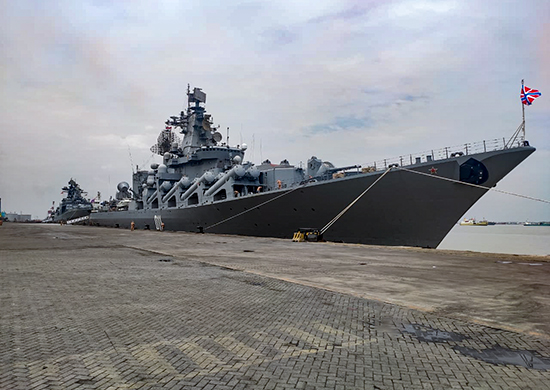
Le Varyag lors d'une visite en Indonésie le 14 décembre 2020.

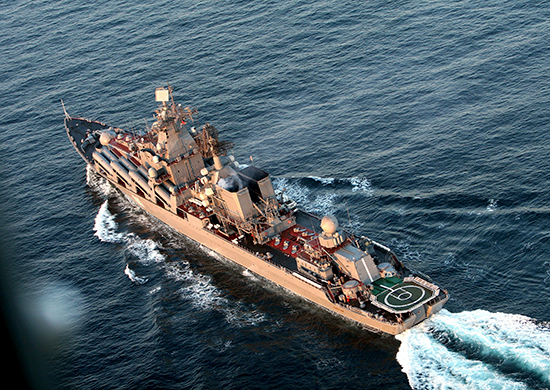
Le Varyag dans le golfe du Bengale le 5 décembre 2020.

Mis sur cale le 31 juillet 1979 à l'usine de construction navale no 61 Kommunara (chantier naval no 445) à Mykolaïv sous le nom de Tchervona Oukraïna (« Ukraine rouge »), le navire est lancé le 28 août 1983 et mis en service le 16 octobre 1989. Le navire de guerre rejoint la flotte du Pacifique en 1990. Aujourd'hui, le Varyag fait partie de la 36e division de navires de surface à Vladivostok et porte le numéro de fanion 011.

### Service opérationnel
Alors qu'il est en transit vers la nouvelle base permanente de Petropavlovsk-Kamtchatski du 27 septembre au 5 novembre 1990, le Varyag se rend dans la base vietnamienne de Cam Ranh entre le 22 et le 24 octobre.
Entre le 9 et le 13 février 1997, le navire effectue une visite de courtoisie au port sud-coréen d'Incheon.
Il rejoint ensuite Shanghai, en Chine, du 2 au 6 octobre 1999, pour commémorer le 50e anniversaire de la fondation de l'État.
Entre le 10 et le 15 octobre 2002, le navire visite la ville japonaise de Yokosuka pour honorer le 50e anniversaire de la marine japonaise.
Entre le 10 et le 15 février 2004, le Varyag rejoint le port sud-coréen d'Incheon.
Entre septembre et décembre 2005, il dirige un détachement de navires lors de visites à Visakhapatnam (Inde), Singapour, Jakarta (Indonésie), Sattahip (Thaïlande) et Haïphong (Viêt Nam).
Le Varyag reprend le service avec la flotte du Pacifique en mai 2008 après une révision. Au cours du radoub, son système principal de missiles est mis à niveau en passant des P-500 Bazalt aux P-1000 Vulkan.
En avril 2009, le navire rejoint la ville chinoise de Qingdao pour honorer le 60e anniversaire de la marine chinoise, au cours duquel il dirige une flotte de navires de guerre étrangers. En octobre/novembre de la même année, le navire s'est également rendu à Singapour.
En juin 2010, sous le commandement du capitaine Edouard Moskalenko et avec le commandant de la flotte du Nord des forces combinées du contre-amiral Vladimir L. Kasatonov embarqué, il fait escale à San Francisco. La visite, la première d'un bâtiment de surface de la marine russe en 147 ans, comporte une cérémonie de dédicace de plaque pour commémorer six marins de la marine impériale russe morts en combattant un incendie à San Francisco en 1863. Cette visite coïncide également avec la visite du président Medvedev dans la Silicon Valley, qui visitera aussi le navire pour une seconde fois depuis celle de Singapour en 2009.
Du 8 au 11 novembre 2011, le Varyag, accompagné du pétrolier Irkut, effectuent une escale au port de Vancouver, en Colombie-Britannique, pour commémorer les militaires tués dans les conflits armés. Le Varyag est escorté à Vancouver par le destroyer HMCS Algonquin de la marine royale canadienne. Les équipages des deux navires se sont livrés à des matchs sportifs amicaux,,.
En 2012, le Varyag participe à l'exercice annuel avec la marine chinoise au large de Qingdao.
En 2013, le navire appareille pour un long voyage vers la mer Méditerranée, visitant Trinquemalay (Sri Lanka), Salalah (Oman) et Alexandrie (Égypte).
En novembre 2014, il dirige un déploiement de quatre navires de la marine russe dans les eaux internationales au large de l'Australie,. Le déploiement serait lié au sommet du G-20 à Brisbane en 2014 et aux tensions croissantes entre les deux nations,.

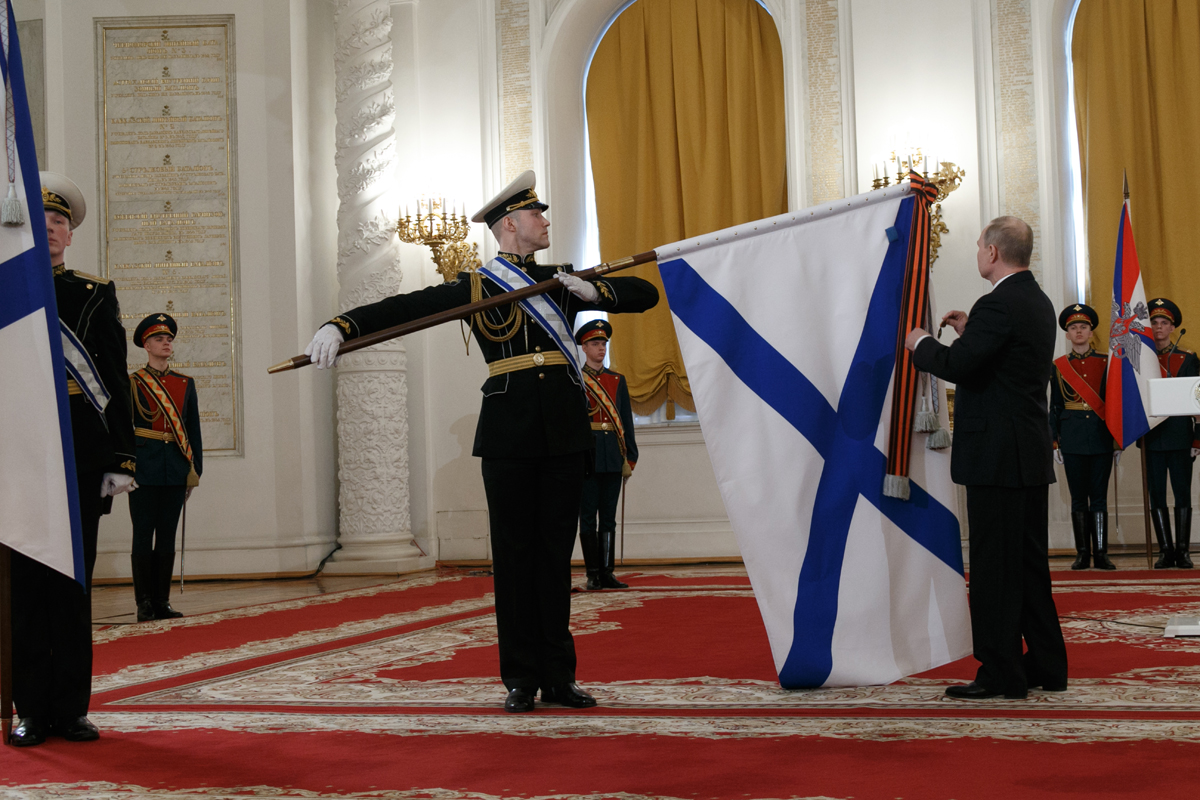
Le président russe Vladimir Poutine attache l'Ordre de Nakhimov à l'enseigne du croiseur lance-missiles Varyag, le 23 février 2018.

Début janvier 2016, après une visite en Inde, le Varyag entre en mer Méditerranée par le canal de Suez pour un déploiement au large des côtes syriennes, remplaçant son navire-jumeau Moskva, en soutien à l'opération aérienne russe en Syrie débutée à l'automne 2015. Le navire est nommé navire amiral de la force opérationnelle navale russe positionnée en Méditerranée orientale.
Le 21 avril 2017, le navire visite Manille (Philippines), Cam Ranh (Viêt Nam), Sattahip (Thaïlande) et Singapour.
Fin 2018, le Varyag effectue un autre long voyage en Inde.
Le 1er octobre 2019, le Varyag, le destroyer Admiral Panteleyev et le pétrolier Pechenga participent à un déploiement de trois mois sous le commandement du capitaine de 1re classe Aleksandr Shvarts, visitant Muara (Brunei) entre le 3 et le 7 novembre et Pusan (Corée du Sud) du 17 au 22 décembre avant de retourner au port d'attache le 23 décembre.
En février-mars 2021, il participe aux exercices de Lutte anti-sous-marine, de défense aérienne et d'artillerie à grande échelle de la flotte du Pacifique, aux côtés d'un sous-marin conventionnel, du destroyer Amiral Tributs, de la frégate modernisée Marechal Shaposhnikov et des corvettes Gromkiy et Sovershennyy, les corvettes anti-sous-marines MPK-107, Ust-Ilimsk, Sovetskaya Gavan, Metel et MPK-82 ainsi que les corvettes antinavires R-14, R-18, R-20, R-29, Iney,, Razliv, R-297, Smerch et autres. Les navires auxiliaires présents dans la zone lors de l'exercice sont le brise-glace du projet 97 Sadko, ainsi que les remorqueurs MB-99, Andrey Stepanov et au moins quatre autres bâtiments.
Le 1er mai 2021, dans un événement rare, deux détachements de la flotte du Pacifique se lancent simultanément dans des déploiements lointains, composés des Varyag et Marechal Shaposhnikov ainsi que les corvettes Sovershenny, Gromky et Aldar Tsidenzhapov. Les deux détachements sont appuyés par le gros pétrolier Boris Butoma. Le 11 mai, l'Amiral Tributs est également déployé, faisant escale à Singapour entre le 11 et le 13 mai, accompagné du remorqueur Kalar. Au total, tous les grands combattants de surface actifs de la flotte du Pacifique sont déployés simultanément, à savoir un croiseur, trois destroyers et trois corvettes. Le pétrolier Boris Butoma fait escale à Cam Ranh, au Viêt Nam, du 15 au 19 mai et aux Philippines le 22 mai. Les  Sovershenny et Gromky organisent des exercices dans la mer des Philippines le 30 mai.
Entre le 7 et le 24 juin 2021, le Varyag dirige le plus grand exercice de la flotte post-soviétique du Pacifique qui a lieu dans le centre de l'océan Pacifique, au large d'Hawaï, qui est le premier exercice naval russe d'après-guerre froide dans cette zone (seuls exceptions : le destroyer Admiral Panteleev participant à l'exercice RIMPAC-2012 et la frégate Amiral Gorshkov naviguant près d'Hawaï en 2019). Outre le croiseur, il comprend les destroyers Marechal Shaposhnikov et Amiral Panteleyev, les corvettes Sovershenny, Gromky et Aldar Tsydenzhapov, un sous-marin nucléaire (probablement l'Omsk) et le navire de renseignement Kareliya,.
L'exercice débute dans le centre de l'océan Pacifique le 10 juin et le 21 juin, les navires à 2 500 milles marins au sud-est des îles Kouriles simulent une attaque contre le groupe aéronaval ennemi. Auparavant, les navires opéraient en deux groupes, naviguant à 300 milles marins l'un de l'autre, l'un d'eux jouant le rôle d'ennemi. Le plus grand navire auxiliaire, le Marechal Krylov participe également à l'exercice et agit en tant que navire de commandement pour le commandant de l'exercice, le contre-amiral Konstantin Kabantsev, commandant de la flottille « Primorskaya », ainsi que le navire-hôpital Irtysh et des intercepteurs MiG-31 et des avions de lutte ASM Iliouchine Il-38 et Tupolev Tu-142.
Le 24 juin, lors du dernier jour de l'exercice, trois bombardiers Tu-95, plusieurs bombardiers Tu-22M, escortés par des intercepteurs MiG-31BM et deux Il-78 se sont également envolés vers le centre de l'océan Pacifique. Les Tu-95 ont lancé des frappes conditionnelles contre l'infrastructure ennemie et le Tu-22M contre un groupe de frappe de porte-avions ennemi composé des Varyag et Marechal Shaposhnikov. L'exercice aurait été une réponse à l'opération Agile Dagger 2021 de la flotte américaine du Pacifique, employant un tiers des sous-marins opérationnels de la flotte américaine du Pacifique.
En septembre 2021, le Varyag mène un exercice au large du Kamtchatka avec le sous-marin nucléaire Omsk et 12 bâtiments de soutien de la flotte du Pacifique. Le croiseur tire un missile P-1000 Vulkan et le submersible fait feu avec un missile P-700 Granit.
En octobre 2021, le Varyag opère de nouveau dans la mer du Japon.
Le 23 novembre 2021, la société Dalzavod rapporte sur sa chaîne Instagram que le croiseur était entré en cale sèche.
Fin décembre 2021, accompagné du destroyer Amiral Tributs, ils quittent Vladivostok pour un long déploiement, consistant en plusieurs escales dans plusieurs pays. Le 11 janvier 2022, les navires de guerre entrent dans l'océan Indien et font escale à Cochin le 14 janvier 2022. Le 18 janvier 2022, le groupe opérationnel jette l'ancre à Tchabahar et des rapports indiquent que les navires prévoient d'organiser des exercices conjoints avec les marines iranienne et chinoise. Le 2 février 2022, le croiseur entre en Méditerranée via le canal de Suez et semble susceptible de rejoindre son navire-jumeau, le Marechal Oustinov se déployant en Méditerranée depuis la flotte du Nord,. En juillet 2022, le Varyag, l'Amiral Tributs et le navire de renseignement Vassili Tatichtchev deviennent les premiers navires de la marine russe a opérer en mer Adriatique depuis le déploiement du Volk (en) en 1995 pendant les bombardements américains de la Bosnie-Herzégovine. Fin juillet, le destroyer Amiral Tributs opère au large de Šibenik, le navire de renseignement Vassili Tatichtchev près de l'île de Palagruža, le croiseur Varyag près de Durrës, tandis que la frégate Amiral Grigorovitch reste en retrait, en dehors de la mer Adriatique.
En octobre 2022, les Varyag, Amiral Tributs et Boris Butoma quittent la Méditerranée via le canal de Suez pour retourner à leurs bases dans le Pacifique. Le 18 novembre, les trois navires atteignent Vladivostok.
En 2024, les Varyag et Maréchal Chapochnikov entament une grande tournée autour du globle avec pour objectif d'instituer une coopération navale. Ceux-ci participent notamment à l'Exercice naval multilatéral Milan aux cotés de la marine indienne.